# Orde van Sint-Marinus

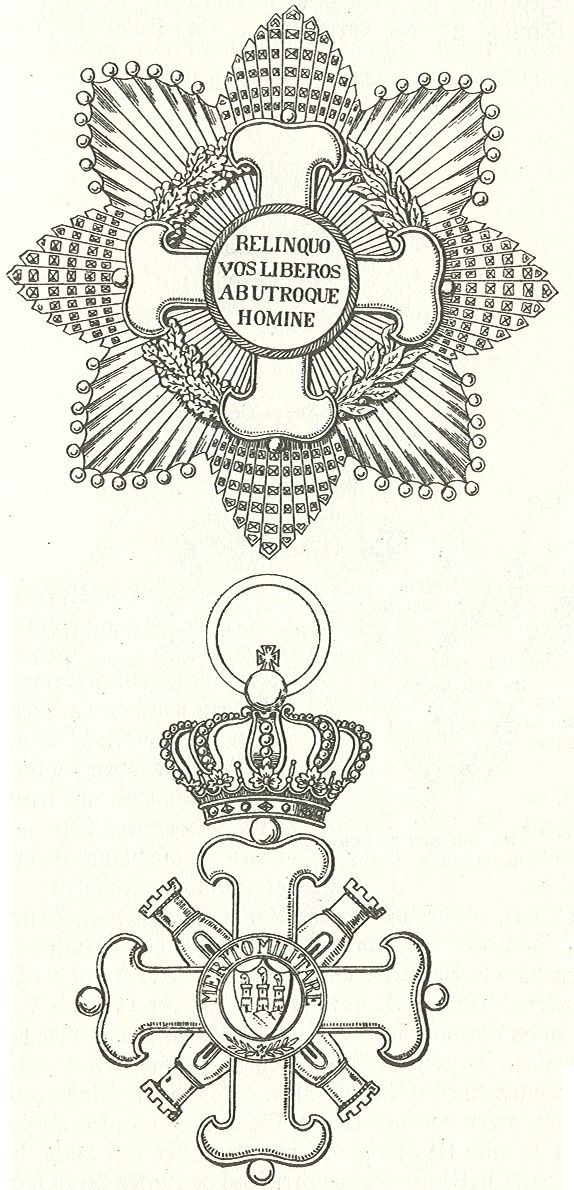
Grootkruis en ster van de orde

De twee regenten van de Republiek San Marino stichtten op 22 maart 1860 een Orde van Sint-Marinus.
De Orde beloont civiele, militaire en humanitaire verdiensten en telt vijf graden. De Heilige Marinus is de beschermheilige van deze ridderorde.
De orde wordt alleen aan vreemdelingen toegekend waarbij staatshoofden het Grootkruis en hoge diplomaten het kruis van een grootofficier krijgen uitgereikt. Wie het ereteken zichtbaar draagt krijgt in San Marino een militair saluut.
De graden van de orde
- Grootkruis

De grootkruisen dragen het kleinood van de orde aan een grootlint op de linkerheup en de zilveren achtpuntige ster van de orde op de linkerborst.
- Grootofficier

De Grootofficieren dragen een kleinood aan een lint om de hals en een iets kleinere zilveren ster van de orde op de linkerborst.
- Commandeur

De Commandeur draagt een groot uitgevoerd kleinood van de Orde aan een lint om de hals.
- Officier

De Officier draagt een kleinood aan een lint met een rozet op de linkerborst.
- Ridder

De Ridder draagt een zilveren kleinood aan een lint op de linkerborst.
Aan de orde zijn ook drie medailles verbonden.
De achthoekige gouden, zilveren en bronzen medailles, "Medaille van Sint-Marinus" genoemd, worden aan het lint van de orde gedragen. Op de voorzijde van medaille is het wapen van de republiek afgebeeld. De keerzijde draagt het woord "MERITO" binnen een eikenkrans.
De versierselen van de orde
Het kleinood is een gouden, wit geëmailleerd, molenkruis met gouden balletjes op de uiteinden, gouden torens in de armen en een medaillon in het midden.
Dit medaillon draagt het portret van de heilige op een lichtblauw fond en het randschrift "SAN MARTINO PROTETTORE" en op de keerzijde het wapen van de republiek in zwart-wit met de woorden "MERITO CIVILE E MILITARE" op de smalle donkerblauwe ring.Als verhoging dient een gouden beugelkroon.
De ster is van zilver en daarop is een afwijkend kleinood zonder kroon gelegd.
Op de ster van het Grootkruis zijn de vier torens vervangen door een groen geëmailleerde lauwerkrans
Het medaillon is donkerblauw, heeft geen ring met opschrift en draagt in gouden letters de woorden "RELINQUO VOS LIBEROS AB UTROQUE HOMINE" (latijn voor "Ik laat u vrij en van geen mens afhankelijk").

lint

Het lint is wit met vier brede blauwe strepen.De resulterende witte en blauwe strepen zijn even breed.